# Sistema telegràfic romà d'Orient

Ruta de la línia de balises principal entre Constantinoble i Lúlon a les portes de Cilicia

Al segle ix, durant les guerres arabo-romanes, l'Imperi Romà d'Orient va utilitzar un sistema d'alimares per transmetre missatges des de la frontera amb el Califat Abbàssida a través d'Anatòlia fins a la capital bizantina de Constantinoble.

## Antecedents
Segons les fonts romanes d'Orient (Constantí VII Porfirogènit, Teòfanes continuat i Simeó Logoteta), la línia de balises va començar amb la fortalesa de Lúlon, a la sortida nord de les portes de Cilicia, i va continuar amb el mont Argaios (identificat principalment amb Keçikalesı a Hasan Dağı)., però també amb Erciyes Dağı prop de Cesarea), el mont Samos o Isamos (no identificat, probablement al nord del llac Tatta), la fortalesa d'Aigilon (no identificada, probablement al sud de Dorylaion), el mont Mamas (no identificat, Constantí Porphyrogenitus té l'Olimp de Mísia al seu lloc).), el mont Kyrizos (en algun lloc entre el llac Ascania i el golf de Kios, possiblement Katerlı Dağı segons WM Ramsay), el mont Mokilos per sobre de Pylae a la riba sud del golf de Nicomèdia (identificat per Ramsay amb Samanlı Dağı), el mont. Sant Auxenci al sud-est de Calcedònia (actual Kayışdağı) i el far (Faros) del Gran Palau de Constantinoble. Aquesta línia principal es complementava amb branques secundàries que transmetien els missatges a altres llocs, així com al llarg de la mateixa frontera.

## Recorregut
La línia principal de balises s'estenia per uns 720 km (450 mi). Als espais oberts de l'Àsia Menor central, les estacions es van situar per sobre de 97 km (60 mi) part, mentre que a Bitínia, amb el seu terreny més trencat, els intervals es van reduir a ca. 56 km (35 mi). Basant-se en experiments moderns, un missatge es podria transmetre a tota la longitud de la línia en una hora. El sistema va ser ideat durant el regnat de l'emperador Teòfil (r. 829-842) per Lleó el Matemàtic, i funcionava mitjançant dos rellotges d'aigua idèntics situats a les dues estacions terminals, Lúlon i el Far. Es van assignar diferents missatges a cadascuna de les dotze hores, de manera que l'encesa d'una foguera a la primera balisa en una hora concreta va assenyalar un esdeveniment concret i es va transmetre a Constantinoble.
Segons alguns dels cronistes romans, el sistema va ser dissolt pel fill i successor de Teòfil, Miquel III (r. 842-867) perquè la visió dels fars encesos i la notícia d'una invasió àrab amenaçava de distreure la gent i espatllar la notícia de la seva actuació com un dels aurigues a les curses de l'Hipòdrom. Els estudiosos moderns solen rebutjar aquesta història com a part d'una campanya de propaganda deliberada de fonts del segle x amb ganes d'ennegrir la imatge de Miquel a favor de la dinastia macedònia posterior. Si de fet hi ha algun element de veritat en aquest informe, pot ser que reflecteixi una retallada o modificació del sistema, potser a causa de la reculada del perill àrab durant el regnat de Miquel III. Les parts supervivents del sistema o un de nou però similar sembla haver-se reactivat sota Manuel I Comnè (r. 1143-1180).